# Ignacio Salcedo
Ignacio Manuel Salcedo Sánchez de la Blanca (Madrid, 22 de mayo de 1947) fue un futbolista español. Jugaba de centrocampista siendo su primer equipo el Atlético de Madrid.

## Biografía
Jugó en las categorías inferiores y primer equipo del Plus Ultra, filial del Real Madrid. En el año 1969 ficharía por el Atlético de Madrid con su compañero de club José Luis Capón. Debuta en la Primera división de la liga española de fútbol el 28 de septiembre de 1969 en el partido Atlético 2 - 0 Valencia CF.
Con este equipo gana una Liga en su primera temporada, consiguiendo dos más en 1973 y 1977 y un subcampeonato en 1974. Ganó también dos Copas del Rey.
Participó en la final de la Copa de Europa de 1974 en la que su equipo perdió contra el Bayern de Múnich. Se proclamó campeón de la Copa Intercontinental en la temporada siguiente.
Su última temporada como jugador en la liga española fue la 76-77. Ese año consiguió su tercera Liga.
Disputó un total de 167 partidos en Primera división marcando 19 goles. En todas las competiciones jugó un total de 223 partidos marcando 35 goles.
Finalizó su carrera deportiva en 1978 en la soccer league estadounidense en las filas del Southern California Lazers en el que anotó 6 goles.

### Selección nacional
Fue internacional en la selección amateur y convocado dos veces para la absoluta sin llegar a debutar.

## Clubes
- Atlético de Madrid - (España)  1969 - 1977

## Títulos

### Campeonatos nacionales
- 3 Ligas españolas (Atlético, temporadas 69-70, 72-73 y 76-77)
- 2 Copas del Rey (Atlético, 1972 y 1976)

### Copas internacionales
- 1 Copa Intercontinental (Atlético, 1974)